# Ronde van Italië 2010/Veertiende etappe
De veertiende etappe van de Ronde van Italië 2010 werd op 22 mei 2010 verreden. Het was een bergrit van 205 km van Ferrara naar Asolo. De etappe werd gewonnen door de Italiaan Vincenzo Nibali. In de afdaling van de Monte Grappa was hij weggereden van de rest. Daardoor finishte hij alleen.

## Uitslagen
| Uitslag etappe | Uitslag etappe       | Uitslag etappe | Uitslag etappe |
| rang           | renner               | land           | tijd           |
| -------------- | -------------------- | -------------- | -------------- |
| 1              | Vincenzo Nibali      | ITA            | 4u57'51"       |
| 2              | Ivan Basso           | ITA            | +0'23"         |
| 3              | Michele Scarponi     | ITA            | z.t.           |
| 4              | Cadel Evans          | AUS            | z.t.           |
| 5              | Aleksandr Vinokoerov | KAZ            | +1'34"         |
| 6              | Branislaw Samojlaw   | BLR            | +2'25"         |
| 7              | Bauke Mollema        | NED            | z.t.           |
| 8              | Damiano Cunego       | ITA            | z.t.           |
| 9              | Linus Gerdemann      | GER            | z.t.           |
| 10             | Marco Pinotti        | ITA            | z.t.           |

| Algemeen klassement | Algemeen klassement  | Algemeen klassement | Algemeen klassement | Algemeen klassement |
| rang                | renner               | land                | ploeg               | tijd                |
| ------------------- | -------------------- | ------------------- | ------------------- | ------------------- |
|                     | David Arroyo         | ESP                 | Caisse d'Epargne    | 61u22'54"           |
| 2                   | Richie Porte         | AUS                 | Team Saxo Bank      | + 0'39"             |
| 3                   | Xavier Tondó         | ESP                 | Cervélo             | + 2'12"             |
| 4                   | Robert Kišerlovski   | CRO                 | Liquigas-Doimo      | + 2'35"             |
| 5                   | Linus Gerdemann      | GER                 | Team Milram         | + 3'52"             |
| 6                   | Carlos Sastre        | ESP                 | Cervélo             | + 5'27"             |
| 7                   | Bradley Wiggins      | GBR                 | Team Sky            | + 6'32"             |
| 8                   | Vincenzo Nibali      | ITA                 | Liquigas-Doimo      | + 6'51"             |
| 9                   | Aleksandr Vinokoerov | KAZ                 | Astana              | + 7'15"             |
| 10                  | Cadel Evans          | AUS                 | BMC Racing Team     | + 7'26"             |

## Nevenklassementen
| Puntenklassement | Puntenklassement     | Puntenklassement | Puntenklassement | Puntenklassement |
| rang             | renner               | land             | ploeg            | punten           |
| ---------------- | -------------------- | ---------------- | ---------------- | ---------------- |
|                  | Aleksandr Vinokoerov | KAZ              | Astana           | 71               |
| 2                | Jérôme Pineau        | FRA              | Quick-Step       | 66               |
| 3                | Cadel Evans          | AUS              | BMC Racing Team  | 66               |

| Bergklassement | Bergklassement     | Bergklassement | Bergklassement                   | Bergklassement |
| rang           | renner             | land           | ploeg                            | punten         |
| -------------- | ------------------ | -------------- | -------------------------------- | -------------- |
|                | Matthew Lloyd      | AUS            | Omega Pharma-Lotto               | 29             |
| 2              | Xavier Tondó       | ESP            | Cervélo                          | 16             |
| 3              | Rubens Bertogliati | SUI            | Diquigiovanni-Androni Giocattoli | 16             |

| Jongerenklassement | Jongerenklassement | Jongerenklassement | Jongerenklassement | Jongerenklassement |
| rang               | renner             | land               | ploeg              | tijd               |
| ------------------ | ------------------ | ------------------ | ------------------ | ------------------ |
|                    | Richie Porte       | AUS                | Team Saxo Bank     | 61u23'33"          |
| 2                  | Robert Kišerlovski | CRO                | Liquigas-Doimo     | + 1'56"            |
| 3                  | Valerio Agnoli     | ITA                | Liquigas-Doimo     | + 11'48"           |

| Ploegenklassement | Ploegenklassement | Ploegenklassement | Ploegenklassement | Ploegenklassement |
| rang              | ploeg             | land              | tijd              |                   |
| ----------------- | ----------------- | ----------------- | ----------------- | ----------------- |
|                   | Liquigas-Doimo    | ITA               | 183u01'17"        |                   |
| 2                 | Rabobank          | NED               | +9'01"            |                   |
| 3                 | Team Sky          | GBR               | +12'23"           |                   |

1e etappe ·
2e etappe ·
3e etappe ·
4e etappe ·
5e etappe ·
6e etappe ·
7e etappe ·
8e etappe ·
9e etappe ·
10e etappe ·
11e etappe ·
12e etappe ·
13e etappe ·
14e etappe ·
15e etappe ·
16e etappe ·
17e etappe ·
18e etappe ·
19e etappe ·
20e etappe ·
21e etappe
Startlijst · Eindstanden · Afbeeldingen